# St. Jakobus (Irmelshausen)

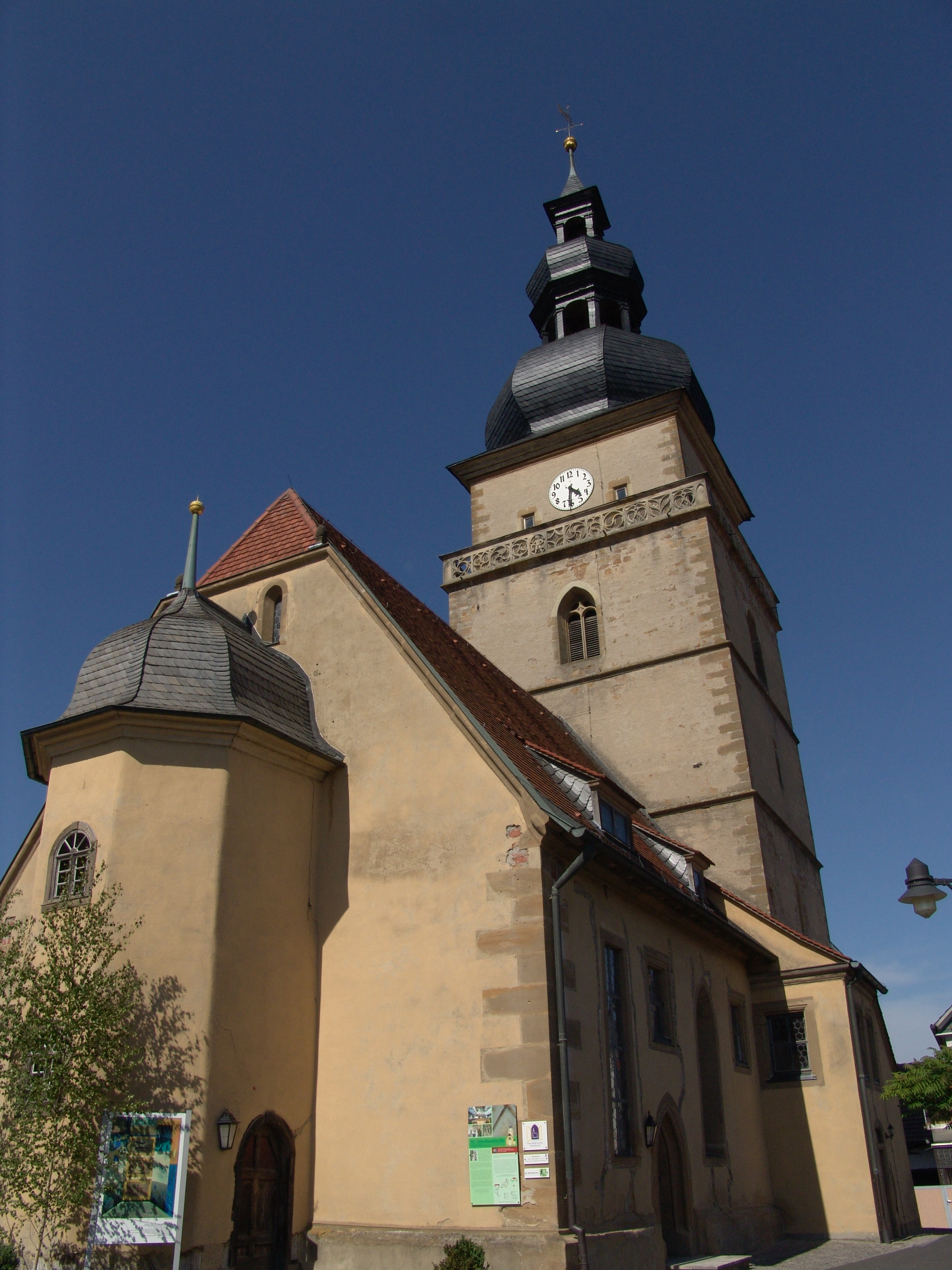
Die Kirche in Irmelshausen

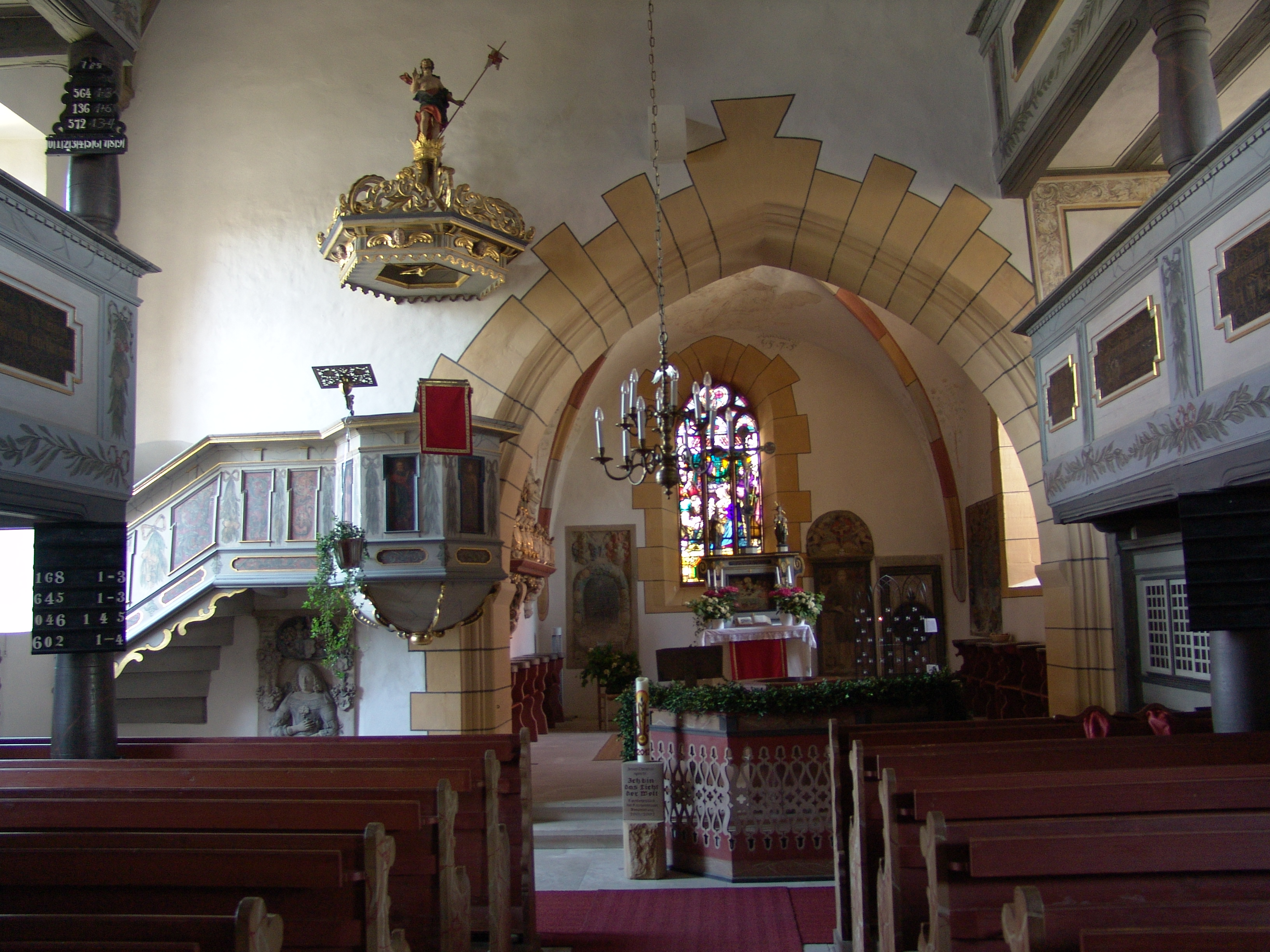
Innenraum der Kirche

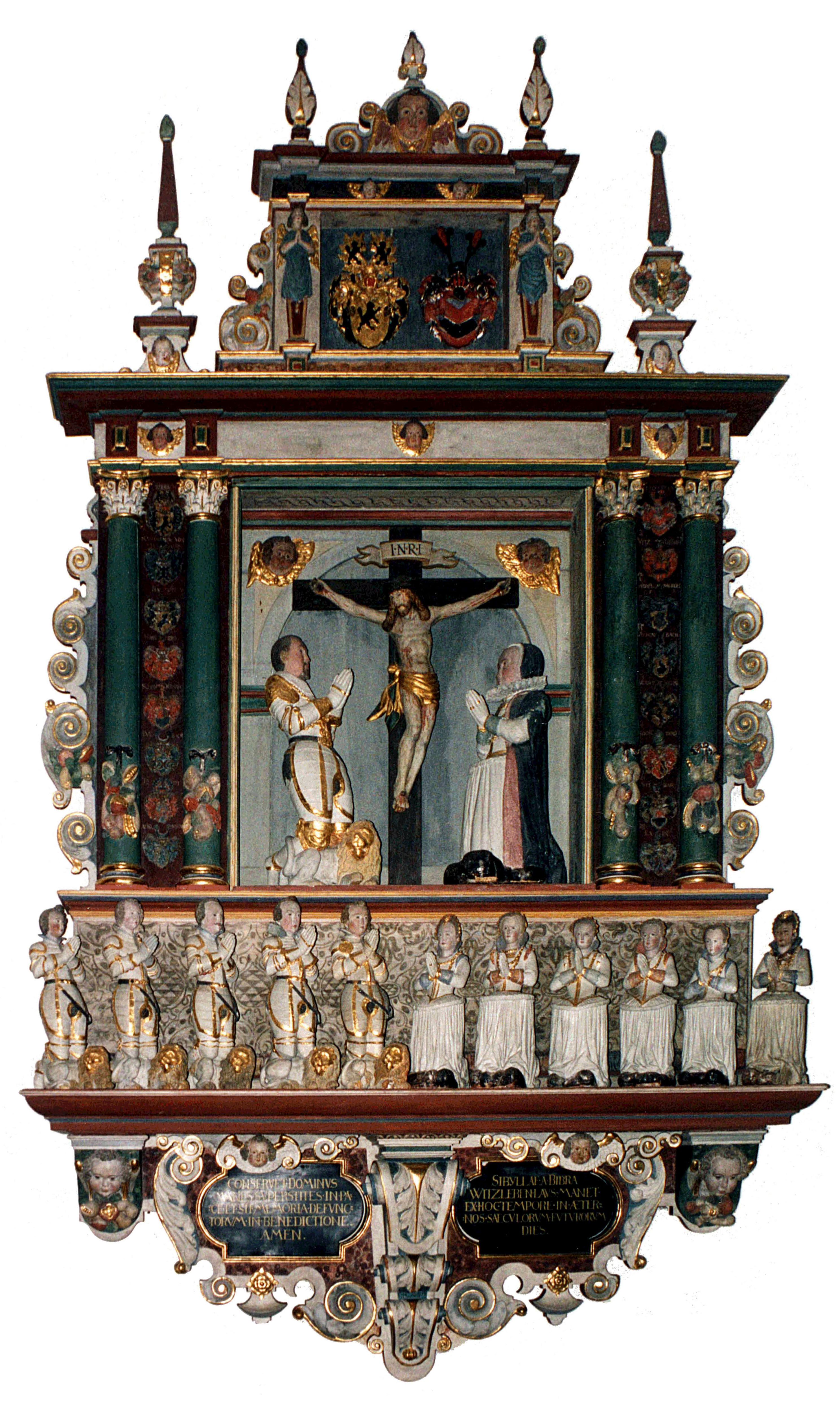
Epitaph für Bernhard von Bibra und Sibylle von Witzleben in St. Jakobus

Die evangelisch-lutherische Kirche St. Jakobus ist die Dorfkirche von Irmelshausen, einem Ortsteil von Höchheim im unterfränkischen Landkreis Rhön-Grabfeld. Die Kirche gehört zu den Baudenkmälern von Höchheim und ist unter der Nummer D-6-73-134-23 in der Bayerischen Denkmalliste registriert. Die Kirchengemeinde gehört zur Pfarrei Höchheim – Irmelshausen – Rothausen im Dekanat Bad Neustadt an der Saale.

## Geschichte
Die Reformation wurde in Irmelshausen wohl im Jahr 1540 eingeführt. Die Kirche, die unter dem Patronat der Familie Bibra stand, wurde in den Jahren 1471 bis 1518 erbaut. Die Brüstung des Kirchturms wurde im Jahr 1575 angebracht und im Jahr 1712 sein Dach aufgesetzt.

## Beschreibung
Der östliche Kirchturm, ein Chorturm, hat ein verjüngtes Obergeschoss und eine welsche Haube mit doppelter Laterne. Die Schallfenster sind spitzbogig. Der Chorraum im Untergeschoss besitzt ein Kreuzrippengewölbe und spitzbogige Fenster mit Maßwerk an der Ostseite und der Südseite. An der Nordseite ist die Sakristei mit Pultdach angebaut. Das Langhaus ist mit einem Krüppelwalmdach gedeckt. Seine unregelmäßig verteilten Fenster haben verschiedene Formen. Die Decke ist ein Tonnengewölbe aus Holz. An der westlichen Fassade befindet sich ein Treppenturm.

## Ausstattung
Auf dem Altar ruht ein Aufsatz mit einem Gemälde des letzten Abendmahls und einer Kreuzigungsgruppe. Das Kruzifix darin ist mit Medaillons der vier Evangelisten versehen. Im Fenster dahinter ist ebenfalls die Kreuzigung dargestellt. Im Gewölbe erkennt man Fresken der Evangelisten. An der Kanzel links vom Chorbogen sind erneut Gemälde der Evangelisten angebracht. Rechts vom Chorbogen befindet sich die Herrschaftsloge unter der Empore. Die Empore ist doppelstöckig und nimmt alle drei Wände des Langhauses ein. An der westlichen Wand ist die Orgel aufgestellt. In der Kirche sind 15 Grabmäler der Familie Bibra zu sehen.